# Torreón
25°32′52.861″N 103°25′53.303″V / 25.54801694°N 103.43147306°V
Torreón er en by i den mexicanske delstat Coahuila. Hovedøkonomien i byen er baseret  landbrug, tekstil, metallurgi, kemi, handel og serviceydelser. I 2005 var indbyggertallet 548 723. Byen indgår i storbyområdet Comarca Lagunera sammen med andre byer i Coahuila og i nabostaten Durango.Det er mest sandsynligt at der har boet mennesker i dette område i 12 000 år. Byen er imidlertid ung. I 1892 var folketallet 200. I 1895 var folketallet øget til 5 000 og i 1910 til 34 000.